# Pasiphila
Genre
Pasiphila est un genre de lépidoptères (papillons) de la famille des Geometridae.

## Espèces rencontrées en Europe
- Pasiphila chloerata (Mabille, 1870) - eupithécie carrée
- Pasiphila debiliata (Hübner, 1817) - eupithécie de la myrtille
- Pasiphila rectangulata (Linnaeus, 1758) - eupithécie rectangulaire